# Tarubasan
Tarubasan is een bestuurslaag in het regentschap Klaten van de provincie Midden-Java, Indonesië. Tarubasan telt 2438 inwoners (volkstelling 2010).